# Nakdong
Nakdong (korejsky 낙동강 [Nakdonggang]) je řeka na Korejském poloostrově v Jižní Koreji. Je 524 km dlouhá. Povodí má rozlohu 24 000 km².

## Průběh toku
Pramení na jihozápadních svazích Východokorejských hor. Ústí do Korejského průlivu.

## Vodní režim
Průměrný průtok vody v ústí činí 380 m³/s.

## Využití
Do vzdálenosti 340 km od ústí je možná vodní doprava. Na řece leží město Andong a nedaleko ústí město Pusan.